# Dicționarul scriitorilor botoșăneni
Dicționarul scriitorilor botoșăneni este o lucrare coordonată de Silvia Lazarovici, apărută la Editura Geea, Botoșani, 2000.

## Date generale
- Dicționarul scriitorilor botoșăneni cuprinde un numar semnificativ de scriitori botoșăneni contemporani și are, ca domeniu de investigație, perioada anilor: 1945-2000. Lucrarea a apărut în anul 2000, la Ed. Geea, Botoșani, sub coordonarea Silviei Lazarovici, cu o prefațată semnată de prof. univ. Ioan Constatinescu.

## Scriitori botoșăneni, membri aiUniunii Scriitorilor din România
- Dumitru Țiganiuc, poet
- Emanoil Marcu, traducător
- Lucia Olaru Nenati, poetă
- Maria Baciu, poet
- Gellu Dorian, poet
- Lucian Alecsa, poet
- Lucreția  Andronic, poet
- Dumitru Ignat, poet
- Stelorian Moroșanu, poet
- Vasile Clem, prozator
- Gabriel Alexe, poet
- Valentin Coșereanu, eseist
- Victor Teișanu, poet
- Augustin Eden, poet
- Vlad Scutelnicu, poet
- Nicolae Corlat, poet
- Constantin Bojescu, poet
- Corneliu Filip, publicist
- Dorin Baciu, prozator
- Petruț Pârvescu, poet
- Cristian Bădiliță, poet
- Vasile Iftime, poet
- Dumitru Necșanu, poet